# 滃江

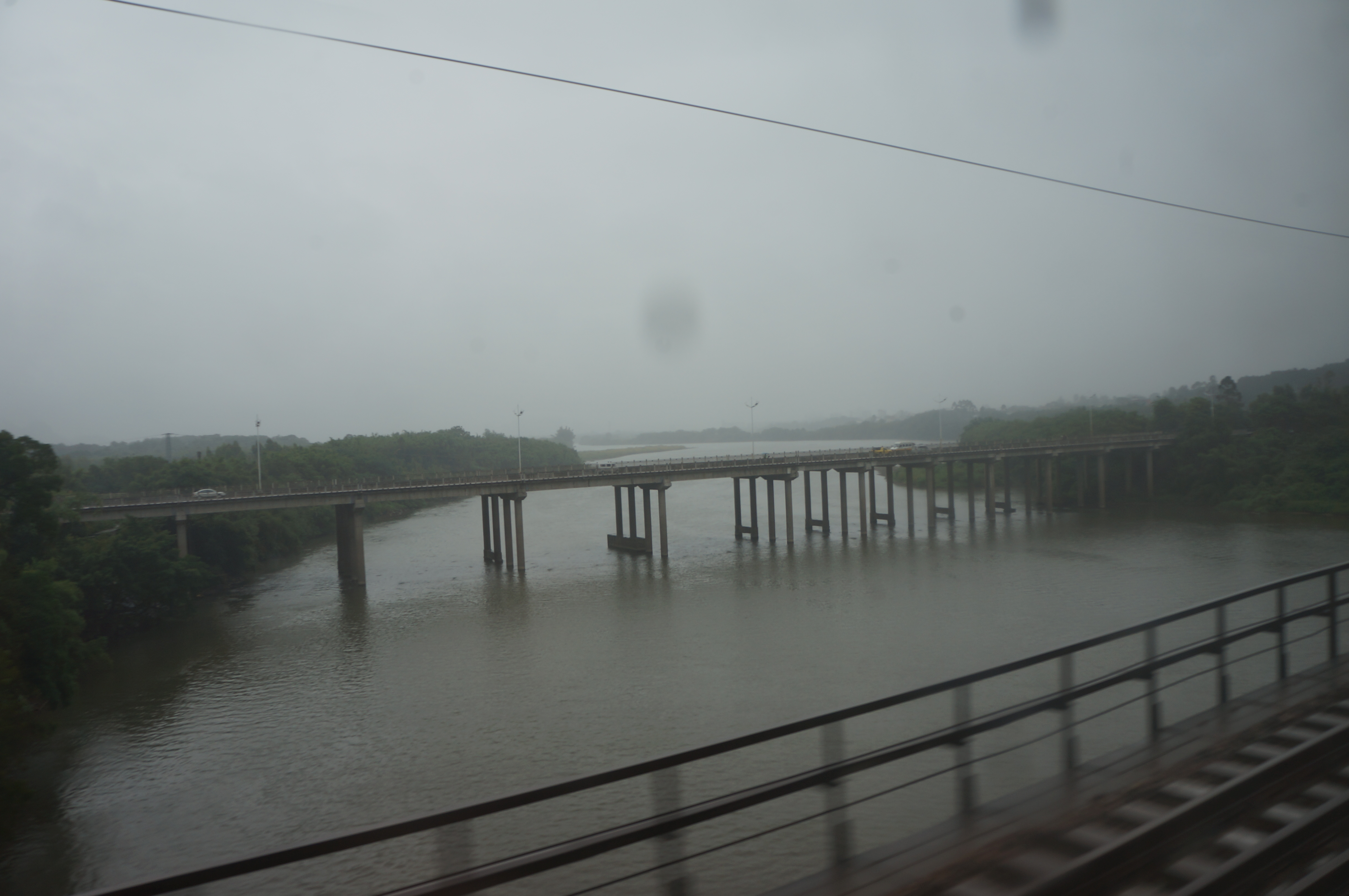

滃江是北江东岸最大的一条支流，发源于滃源县船肚东侧，差不多横贯翁源全县，在英德市东岸咀（大站镇）汇入北江。全长173公里，集水区域含滃源县全境及英德、新丰、佛冈、曲江、连平的部分地区，流域水面积达4847平方公里。滃江的下游建有一个较大型的水电站--长湖水电站，长湖水库总库容1.49达亿立方米，是英德的风景区之一。